# Universidad Tecnológica de Bolívar
Universidad Tecnológica de Bolívar är ett universitet i Colombia. Det ligger i den norra delen av landet, 700 km norr om huvudstaden Bogotá. 